# Авелліно 1912
СТ «Авелліно 1912» (італ. Unione Sportiva Avellino 1912) — італійський футбольний клуб з Авелліно, заснований у 1912 році. Виступає в Серії B. Домашні матчі приймає на «Стадіо Партеніо», місткістю 26 542 глядачі.

## Досягнення
- Серія С
  - Чемпіон: 2002/2003, 2012/2013
  - Віце-чемпіон: 1994/1995, 2004/2005, 2006/2007
- Кубок Італії з футболу (Серія С)
  - Володар: 1972/1973
- Суперкубок Серії С
  - Володар: 2013.